# Kamel Chafni
Kamel Chafni (Burdeos, Francia, 11 de junio de 1982), futbolista francés, de ascendencia marroquí. Juega de volante y su actual equipo es el Al Urooba de los Emirates Árabes Unidos. 

## Selección nacional
Ha sido internacional con la Selección de fútbol de Marruecos, ha jugado 12 partidos internacionales.

## Clubes
| Club              | País                   | Año         |
| ----------------- | ---------------------- | ----------- |
| FC Libourne       | Francia                | 2000 - 2002 |
| FC Sochaux        | Francia                | 2002        |
| Besançon RC       | Francia                | 2002 - 2004 |
| LB Châteauroux    | Francia                | 2004 - 2005 |
| AC Ajaccio        | Francia                | 2005 - 2007 |
| AJ Auxerre        | Francia                | 2007 - 2012 |
| Stade Brestois 29 | Francia                | 2012 - 2013 |
| Al-Dhafra         | Emiratos Árabes Unidos | 2013 - 2014 |
| Wydad Casablanca  | Marruecos              | 2014 - 2015 |
| Kawkab            | Marruecos              | 2015        |
| Al-Ittihad        | Emiratos Árabes Unidos | 2015 - 2016 |
| Al Urooba         | Emiratos Árabes Unidos | 2016 -      |